# Język retycki
Język retycki – język używany przez plemiona retyckie w czasach przedrzymskich na obszarze wschodnich Alp, przede wszystkim w północno-wschodniej Italii, dzisiejszych Tyrolu, Vorarlbergu oraz wschodniej Szwajcarii (kanton Gryzonia), Liechtensteinie i Starej Bawarii. Zaświadczony w wielu inskrypcjach, przeważnie jednak krótkich, o najprawdopodobniej wotywnym charakterze. Wyparty z użycia przez łacinę na południu i języki germańskie na północy, wymarł do III wieku n.e. Zapisywany przy pomocy różnych północnych odmian alfabetu etruskiego, pod których wpływem miały powstać germańskie runy.

## Historia
Retowie (łac. Raetii) mieli być najpotężniejszym i najbardziej wojowniczym z plemion alpejskich. Według przekazów Justynusa i Pliniusza Starszego początkowo osiedlili się w dolinie Padu, wyparci w góry przez Celtów. Wtedy też, podług Pliniusza, na cześć swego wodza – legendarnego Retusa, mieli przyjąć swoją nazwę. Jednakże bardziej prawdopodobną etymologią jest celtyckie rait, oznaczające górzysty teren. Gdy już podbito Celtów nadpadańskich, Rzym w latach 16–15 p.n.e. ujarzmił również Retów. Po trzech wyprawach pod wodzą konsula Publiusza Siliusza Nerwy, przyszłego cesarza Tyberiusza i Druzusa Starszego, ich ziemia została zmieniona w prowincję rzymską – Recję (łac. Rhaetia, Raetia). Wskutek romanizacji język retycki został wyparty przez lokalne dialekty łaciny, które z czasem wykształciły języki retoromańskie, używane na terenie całej Recji do okresu germanizacji językowej Retów.

## Pochodzenie
Tytus Liwiusz twierdził, że Retowie byli „etruskiego rodu”. Również Pliniusz Młodszy, znający język etruski, usłyszawszy zapewne rozmawiających ze sobą Retów w swym rodzinnym Como, napisał, że posługują się językiem podobnym do etruskiego. Podobnego zdania był Pliniusz Starszy. Mimo starożytnych świadectw wysuwano wiele rozbieżnych hipotez dotyczących jego pochodzenia, choć większość współczesnych uczonych podkreślała związki z etruskim. Jeden z nich, niemiecki etruskolog i indoeuropeista, Helmut Rix, w wydanej w 1998 roku publikacji pt. Rätisch und Etruskisch, wykazał szereg podobieństw między etruskim a retyckim, szczególnie w sferze gramatyki i połączył je, wraz z lemnijskim, w tyrreńskiej rodzinie językowej. Pokrewieństwo etrusko-retyckie potwierdzają również badania genetyczne przeprowadzone na prawdopodobnych potomkach Retów zamieszkałych w zachodniej Austrii i mieszkańcach dzisiejszej Toskanii. Mimo że wykazane przez Rixa pokrewieństwo zostało zaakceptowane przez wielu językoznawców, wciąż istnieje wobec jego hipotezy silna i zróżnicowana opozycja. Niektórzy – uznając niewystarczalność zgromadzonego materiału – opowiadają się za zachowaniem nieokreślonego status quo lub traktują retycki jako izolat. Oprócz tego – sugerując się geograficzną bliskością Celtów – wliczano go do języków celtyckich. Jedną z głośniejszych, choć z powodów wątpliwej metodologii odrzuconą przez zdecydowaną większość językoznawców, była hipoteza, wysunięta w latach 80. XX w. przez samouka Linusa Brunnera, o semickim rodowodzie języka retyckiego.
Przyjmując retycko-etruskie pokrewieństwo możemy zidentyfikować m.in.:
- ret. -χe, por. etruską końcówkę czasu przeszłego strony biernej -χe
- ret. -ke, por. etruską końcówkę czasu przeszłego strony biernej -ce
- ret. -s, por. etruski dopełniacz I -s
- ret. -ile, -ale, -le, por. etruski dopełniacz II -al, pertinentivus II -ale
- ret. -si, -se, por. etruski pertinentivus I -si
- ret. -is, por. etruski ablativus -is
- ret. -r, por. etruską końcówkę liczby mnogiej rzeczowników ożywionych -r
- ret. -va, -ve, por. etruską końcówkę liczby mnogiej rzeczowników nieożywionych -va, -χva
- ret. -na, -nu, por. etruski sufiks przymiotnikowy -na

## Retyckie imiona osobowe
Imiona retyckie składały się z imienia własnego i następującego po nim imienia odojcowskiego, które tworzono za pomocą zrostku -nu (w przypadku mężczyzn) i -na (w przypadku kobiet).
- imiona męskie: Klevie Valθiki-nu, Knuse Susi-nu, Lasθe Φutiχi-nu, Piθamne Hela-nu, Piθie Meti-nu
- imiona kobiece: [Φ]rima Piθam-n[a]
- kobiece i męskie : Φrima Remi-χ Vispeχa-nu „Phrima (fem.) i (-χ) Remi (masc.), dzieci Vispekha”